# Кентън (окръг, Кентъки)
Окръг Кентън (на английски: Kenton County) е окръг в щата Кентъки, Съединени американски щати. Площта му е 425 km², а населението - 156 675 души. Административни центрове са градовете Ковингтън, и Индипендънс.